# Clare Duwelius
Clare Duwelius est une dirigeante sportive américaine née le 18 avril 1989 à Des Moines, en Iowa.
Elle commence sa carrière en 2014 au Lynx du Minnesota, une franchise de Women’s National Basketball Association (WNBA) et gravit les échelons jusqu'à en devenir directrice.
En novembre 2024, elle rejoint Unrivaled, une nouvelle ligue de basket-ball à trois en tant que vice-présidente exécutive et directrice générale.

## Biographie

### Jeunesse et études
Clare Duwelius naît le 18 avril 1989 à Des Moines, en Iowa. Elle étudie à la Dowling Catholic High School et est diplômée en management du sport du Wayne State College de Wayne dans le Nebaska. 

### Lynx de Minnesota
Clare Duwelius commence sa carrière en 2014 au Lynx du Minnesota, franchise de Women’s National Basketball Association (WNBA) en tant que coordinatrice des opérations de basket-ball,.  
En 2018, elle devient directrice générale adjointe, sous les ordres de Cheryl Reeve, l’entraîneuse de l’équipe.
Le 13 décembre 2022, elle est promue directrice générale. C’est la quatrième directrice de l’histoire de la franchise. Dans le communiqué, Cheryl Reeve, nouvellement nommée au poste de présidente des opérations de basket-ball déclare souhaiter qu’elle et Clare Duwelius « s’associent » afin que qu'elle joue un rôle plus important dans d’élaboration stratégique de l’effectif du Lynx.
En prend la direction de la franchise à un tournant de son histoire. Pour la première fois depuis 2010 le Lynx n’a pas participé aux playoffs WNBA et la franchise doit compenser le départ à la retraite de Sylvia Fowles. En revanche, le Lynx, qui compte Napheesa Collier dans ses rangs, dispose de bonnes marges de manœuvres financières et du second choix pour la draft WNBA 2023.

### Ligue Unrivaled
Clare Duwelius quitte le Lynx en novembre 2024 pour rejoindre Unrivaled, la nouvelle ligue de basket-ball à trois créée par Breanna Stewart et Napheesa Collier, et présidée par Alex Bazzell. Elle est nommée vice-présidente exécutive et directrice générale,,.